# 諾德凱特山脈
47°18′00″N 11°21′00″E / 47.30000°N 11.35000°E

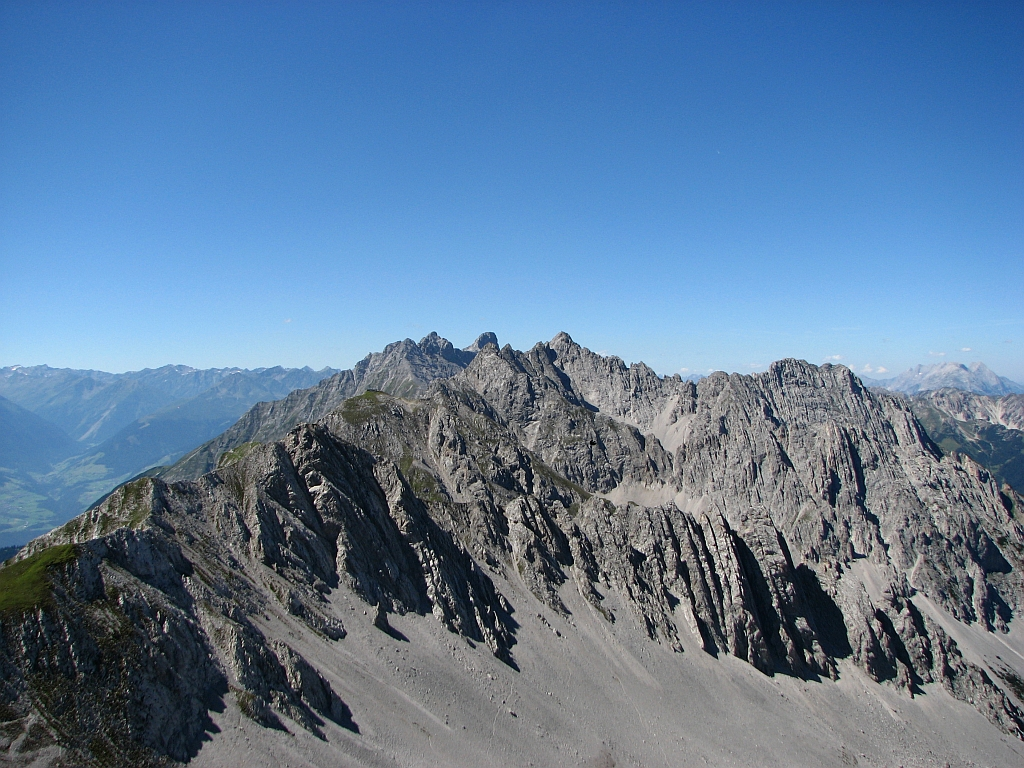

諾德凱特山脈（德語：Inntalkette），是奧地利的山脈，位於該國西部，由蒂羅爾州負責管轄，屬於卡爾文德爾山脈的一部分，最高點是海拔高度2,637米的小索爾施泰因山。